# Szociálpszichológiai szimpozion (Sydney)
Szociálpszichológiai szimpozion Sydney-ben (Sydney Symposium of Social Psychology /SSSP/) 1999 óta minden év márciusában évente megrendezett találkozó a szociálpszichológia nemzetközi hírű kutatói számára, a rendezvény házigazdája az Új-Dél-Wales-i Egyetem (University of New South Wales). A szimpozion kezdeményezője és szervezője Forgács József, társszervezők támogatják és segítik munkájában. A szimpózium célja új, integrált betekintést nyerni az aktuális szociálpszichológiai kutatások kulcsfontosságú területeire. Minden szimpozion foglalkozik a társadalmi pszichológia fontos és aktuális kérdéseivel, a világ minden tájáról hívnak résztvevőket, saját tudományterületük vezető kutatóit. Az alaposan megvitatott témákat újra és újra felülvizsgálják, majd minden egyes szimpozion anyagát kötetben is közreadják. Eddig 1999-től 2013-ig bezárólag 16 szimpoziont tartottak, s 14 kötetet adtak  közre.

## Szimpozionok és kötetek
- 1. szimpozion Sydney-ben (1999) [2]
- 2. szimpozion Sydney-ben (1999)[3]
- 3. szimpozion Sydney-ben (2000)[4]
- 4. szimpozion Sydney-ben (2001)[5]
- 5. szimpozion Sydney-ben (2002)[6]
- 6. szimpozion Sydney-ben (2003)[7]
- 7. szimpozion Sydney-ben (2004)[8]
- 8. szimpozion Sydney-ben (2005)[9]
- 9. szimpozion Sydney-ben (2006)[10]
- 10. szimpozion Sydney-ben (2007)[11]
- 11. szimpozion Sydney-ben (2008)[12]
- 12. szimpozion Sydney-ben (2009)[13]
- 13. szimpozion Sydney-ben (2010)[14]
- 14. szimpozion Sydney-ben (2011)[15]
- 15. szociálpszichológiai szimpozion Sydney-ben (Symposion of Social Psychology) (2012)
- 16. szociálpszichológiai szimpozion Sydney-ben (2013. március 12-14.)[16]
- 17. szociálpszichológiai szimpozion Sydney-ben (2014. március 17-20.)[17]